# Luigi Osio
Luigi Osio (Milano, 29/30 dicembre 1803 – Milano, 3 marzo 1873) è stato un archivista italiano, direttore generale degli archivi in Lombardia dal 1851 e poi direttore dell'Archivio di Stato di Milano a partire dall'Unità d'Italia.

## Biografia

### Origini e carriera amministrativa
Luigi Osio nacque a Milano il 29 o il 30 dicembre 1803 da Giuseppe e Marianna Belvisi e nel 1822, poco più che diciannovenne, iniziò la carriera nell'amministrazione austriaca del Regno Lombardo-Veneto, divenendo membro della Cancelleria dell'arciduca e viceré Ranieri nel 1834.

### Direttore generale degli archivi di Lombardia

#### La necessità di riunire i vari poli archivistici milanesi
Divenuto segretario aulico nel 1845, nel 1851 il governatore militare del Lombardo-Veneto, generale Josef Radetzky, lo nominò Direttore generale degli archivi di Lombardia quale successore di Giuseppe Viglezzi, carica che comprendeva la sovrintendenza anche di quello che sarebbe divenuto l'Archivio di Stato di Mantova. L'Osio, al momento della nomina, notò immediatamente la dispersività dei vari archivi milanesi e la progressiva mancanza di spazio del Collegio di San Fedele, il che lo spinse, sia sotto il governo austriaco che quello italiano, a premere presso le autorità a trasferire e unificare i vari poli archivistici milanesi nel Palazzo del Senato, impresa che tuttavia non vedrà mai compiuta completamente. 

#### Seguace del metodo peroniano: laSezione storica

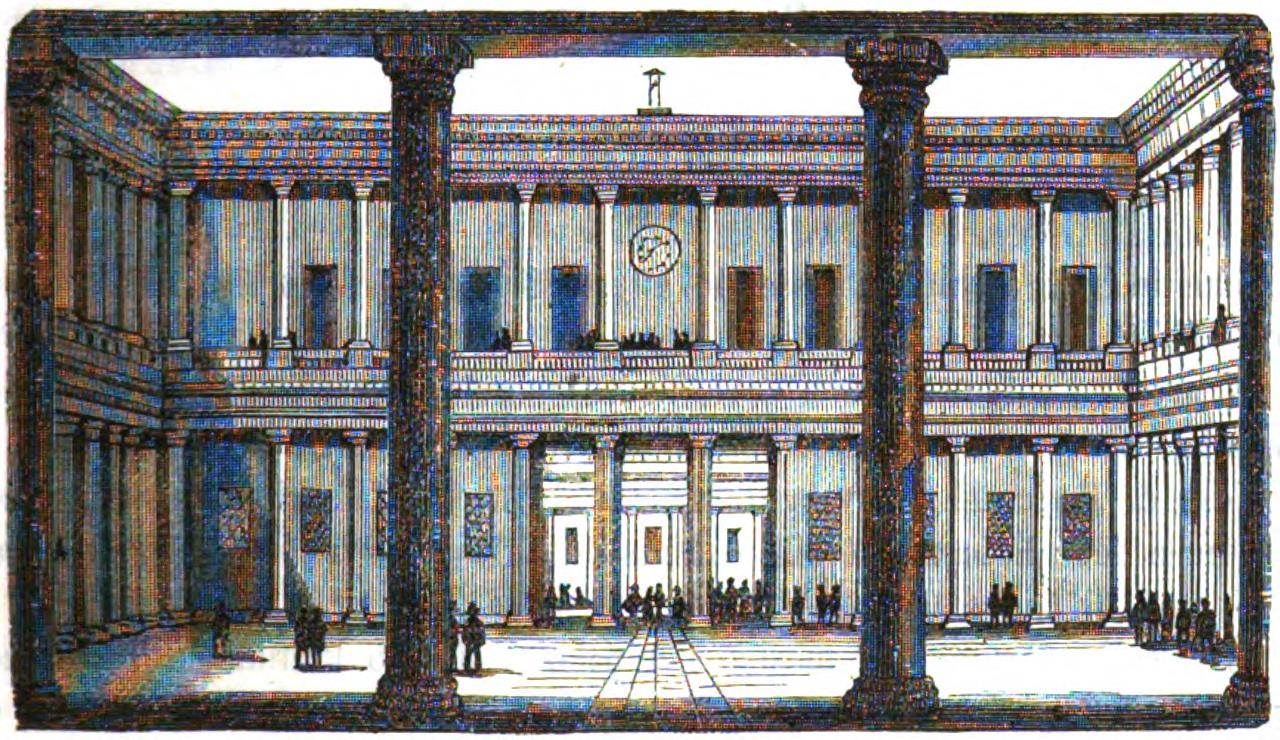
Il chiostro dell'ex Collegio Elvetico

Nominato "capo divisione di I classe, direttore degli Archivi governativi di Milano" con regio decreto 13 gennaio 1861, l'Osio continuò ad organizzare il materiale archivistico secondo il metodo peroniano, fondando tra le varie la Sezione storica, fondo contenente documenti presi da altri archivi governativi (archivio visconteo-sforzesco, diplomatico e quello delle Cancellerie spagnole e austriache) volta a soddisfare uno spirito di collezionismo vigente all'epoca, come attesta la collezione di sigilli tolti appositamente dai singoli diplomi perché andassero a creare un nuovo fondo. Lo stesso Osio, nel 1864, rimarcava quest'intenzione:
(Osio, p. XII dell'Introduzione)

### La Commissione Cibrario e la morte
In qualità di direttore di uno dei più importanti centri archivistici italiani, Luigi Osio entrò a far parte, nel 1869 della cosiddetta Commissione Cibrario, presieduta dal senatore Luigi Cibrario e istituita per decidere a quale ministero gli archivi italiani dovessero fare riferimento. Le decisioni della Commissione furono poi ratificati in un decreto regio del 1874 con cui si ponevano gli archivi italiani alle dipendenze del Ministero dell'Interno. All'epoca, però, Luigi Osio era già deceduto. Scomparve infatti il 3 marzo 1873 nella sua casa di Milano, lasciando in eredità i tre figli avuti da due diversi matrimoni: Giacomo, avuto dalla prima moglie, Teresa Paleari; Giovanna e Guglielmo dalla seconda, Amalia Songa. Fu sepolto nel Cimitero Monumentale di Milano.

### Altri incarichi
Luigi Osio rivestì anche diversi incarichi nelle istituzioni culturali meneghine e nazionali. Nella voce biografica riportata dalla Regia Deputazione sovra gli studi di Storia Patria nell'anno 1868 Luigi Osio, di cui era socio, risultava anche «socio effettivo dell'Ateneo di Milano, Membro effettivo fondatore dell'Accademia Storico-Archeologica della stessa Città, socio corrispondente della Società Filotecnica di Torino».

## Onorificenze
Luigi Osio ottenne, nel corso degli anni '60, alcune onorificenze:

## Opere
- Luigi Osio, Documenti diplomatici tratti dagli archivj milanesi, vol. 1, Milano, Tipografia di Giuseppe Bernardoni di Giovanni, 1864. URL consultato il 29 giugno 2018. L'opera è divisa in tre volumi, l'ultimo dei quali edito nel 1873.